# Паоло Солері
Паоло Солері (21 червня 1919 — 9 квітня 2013) — італійський архітектор, засновник освітніх організацій Косанті та Аркосанті. Написав книгу «Аркологія — місто по людській подобі».